# Henri Arlet
Henri Arlet (* 19. Mai 1922 in Sarlat-la-Canéda; † 9. November 1943 in Toulouse) ist ein unter dem Pseudonym Hubert Arnaux bekannter französischer Widerstandskämpfer, der Mitglied der Maquis Bir-Hakeim war, deren Mitbegründer Kommandant Barot war.
Henri Arlet nahm im September 1943 am Kampf von Douch (Combat de Douch) teil, bei der fast 50 Widerstandskämpfer gegen eine überlegene deutsche Einheit von 400 Soldaten kämpfte. Die Mehrheit starb im Kampf, Arlet geriet in Gefangenschaft und wurde später hingerichtet.

## Auszeichnungen
1946 wurde er posthum mit der Médaille de la Résistance ausgezeichnet.